# Geiselhöring
Geiselhöring – miasto w Niemczech, w kraju związkowym Bawaria, w rejencji Dolna Bawaria, w regionie Donau-Wald, w powiecie Straubing-Bogen. Leży około 15 km na południowy zachód od Straubingu, nad rzeką Kleine Laber, przy linii kolejowej Landshut – Straubing.

## Dzielnice
W skład miasta wchodzą następujące dzielnice: Geiselhöring, Greißing, Hainsbach, Hirschling, Hadersbach, Haindling, Oberharthausen, Pönning, Sallach, Wallkofen.

## Demografia
| Rok  | Liczba mieszk. |
| 1970 | 5 708          |
| 1987 | 5 765          |
| 2000 | 6 603          |

## Osoby urodzone w Geiselhöring
- Elli Erl – piosenkarka
- Luise Kinseher – aktorka
- Paul Mathias Padua - plastyk